# Даніель Гонсалес Орельяна
Даніель Гонсалес Орельяна (ісп. Daniel González Orellana, нар. 20 лютого 2002, Арика) — чилійський футболіст, захисник клубу «Універсідад Католіка».
Виступав за національну збірну Чилі.

## Клубна кар'єра
Народився 20 лютого 2002 року в Ариці. Вихованець футбольної школи клубу «Сантьяго Вондерерз». Дорослу футбольну кар'єру розпочав 2019 року в основній команді того ж клубу, в якій провів три сезони, взявши участь у 52 матчах чемпіонату. 
До складу клубу «Універсідад Католіка» приєднався 2022 року.

## Виступи за збірні
2019 року дебютував у складі юнацької збірної Чилі (U-17), загалом на юнацькому рівні взяв участь у 13 іграх, відзначившись одним забитим голом.
Навесні 2021 року дебютував в офіційних матчах у складі національної збірної Чилі, а пізніше того ж року попри юний вік був включений до її заявки на тогорічний розіграш Кубка Америки у Бразилії. Утім ані на самому турнірі на поле у формі збірної не виходив.
| Дата      | Місто   | Господарі | Результат | Гості   | Турнір           | Голи | Примітки |
| --------- | ------- | --------- | --------- | ------- | ---------------- | ---- | -------- |
| 27-3-2021 | Нюньйоа | Чилі      | 2 – 1     | Болівія | товариський матч | -    | 88'      |
| Усього    |         | Матчів    | 1         |         | Голів            | 0    |          |